# Depo Písnice metróállomás
Depo Písnice egy tervezett metróállomás az építés alatt lévő prágai D metróvonalon. Prága határához közel található, a negyedik kerületben. 2029-ben fog megnyílni a megálló és innen fognak indulni a D metróvonal járatai. Az építkezések leghamarabb 2025 szeptemberében fognak megkezdődni.
A régi húsfeldolgozó üzem mellett lesz felépítve. A tervek része, hogy összekötik a prágai gyűrűvel, illetve a tervben lévő D3 autópályával is. A jövőben új buszvonalak is fognak indulni innen, lerövidítve sok külvárosi járatot. Az állomásról tervek szerint sofőr nélküli járatok is fognak indulni, a vonal automatizált lesz.

## Szomszédos állomások
A metróállomáshoz az alábbi állomás van a legközelebb:
- Písnice (Náměstí Míru)

## Átszállási kapcsolatok
| D (Náměstí Míru ↔ Depo Písnice) |                         |                         |
| Állomás                         | Átszállási kapcsolatok  | Fontosabb létesítmények |
| Pramenná                        | 332, 335, 337, 339, 956 |                         |
| U Studánky                      | 197                     |                         |